# Riva Valdobbia
Riva Valdobbia (walserdeutsch Rifu, piemontesisch la Riva) ist eine Fraktion der italienischen Gemeinde (comune) Alagna Valsesia in der Provinz Vercelli, Region Piemont. Riva Valdobbia war bis 2018 eine eigenständige Gemeinde.

## Geographie
Die Fraktion liegt etwa 2 km südöstlich vom Ortskern von Alagna Valsesia und 95 km von der Provinzhauptstadt Vercelli entfernt auf einer Höhe von 1112 m s.l.m. auf der orographisch rechten Talseite der Valsesia. Der Ort liegt am Beginn des Val Vogna, das in südwestlicher Richtung weiter verläuft und vom Torrente Vogna durchflossen wird, der bei Riva Valdobbia in den Fluss Sesia mündet.

## Geschichte
Ursprünglich hieß der Ort Petrae gemellae (deutsch: Zwillingssteine, italienisch Pietre Gemelle, walserdeutsch Presmell), der Grund sind zwei große Felsbrocken, die man auch heute noch am Ortsrand sehen kann. Die erste Erwähnung des Ortes geht auf das Jahr 1217 zurück. Später wurde die Gegend von den Walsern kolonisiert, die sich mit den vorigen Einwohnern der Region vermischten. Riva Valdobbia wurde zum 1. Januar 2019 der Gemeinde Alagna Valsesia angegliedert. Das ehemalige Gemeindegebiet umfasste eine Fläche von 61,69 km² zu der auch die 20 Fraktionen Balma, Boccorio, Buzzo, Cà di Janzo, Cambiaveto, Cà Morca, Cà Piacentino, Cà Verno, Cà Vescovo, Gabbio, Isolello, La Montata, Oro, Peccia, Piana Fuseria, Piane, Rabernardo, Sant’Antonio, Selveglio und Vogna Sotto gehörten.

## Sehenswürdigkeiten
In Rabernardo befindet sich ein Museum zur Kultur der Walser. Sehenswert ist die Dorfkirche zum Erzengel Michael.